# Thánh Vịnh 137
Thánh Vịnh 137 (đánh số Hy Lạp: 136) là bài Thánh Vịnh thứ 136 trong Kinh Thánh Cựu Ước. Thánh Vịnh 136 diễn tả tâm trạng của người Do Thái đang bị đi lưu đày sau khi người Babylon chiếm thành Giêrusalem của họ. Thánh Vịnh 136 nhắc nhở họ phải luôn nhớ về cố đô Giêrusalem. 

## Trích đoạn
4Bài ca kính Chúa Trời, làm sao ta hát nổi nơi đất khách quê người? 5Giêrusalem hỡi, lòng này nếu quên ngươi, thì tay gảy đàn thành tê bại!
 
6Lưỡi xướng ca sẽ dính với hàm, nếu ta không hoài niệm, không còn lấy Giêrusalem
làm niềm vui tuyệt đỉnh của tâm hồn.

— Thánh Vịnh 136:4-6
Bản dịch của Nhóm Phiên dịch Các giờ kinh Phụng vụ

## Linh tinh
Nhiều bản phổ nhạc Thánh Vịnh 136 trong tiếng Việt viết rằng: "Lưỡi xướng ca sẽ dính cuống họng", khác với bản dịch gốc: "Lưỡi xướng ca sẽ dính với hàm". Có ý kiến cho rằng, lưỡi dính vào cuống họng là điều tự nhiên, nhưng nội dung Thánh Vịnh nói lưỡi dính vào hàm để nhấn mạnh trạng thái bị câm.